# Francisco Félix de Sousa

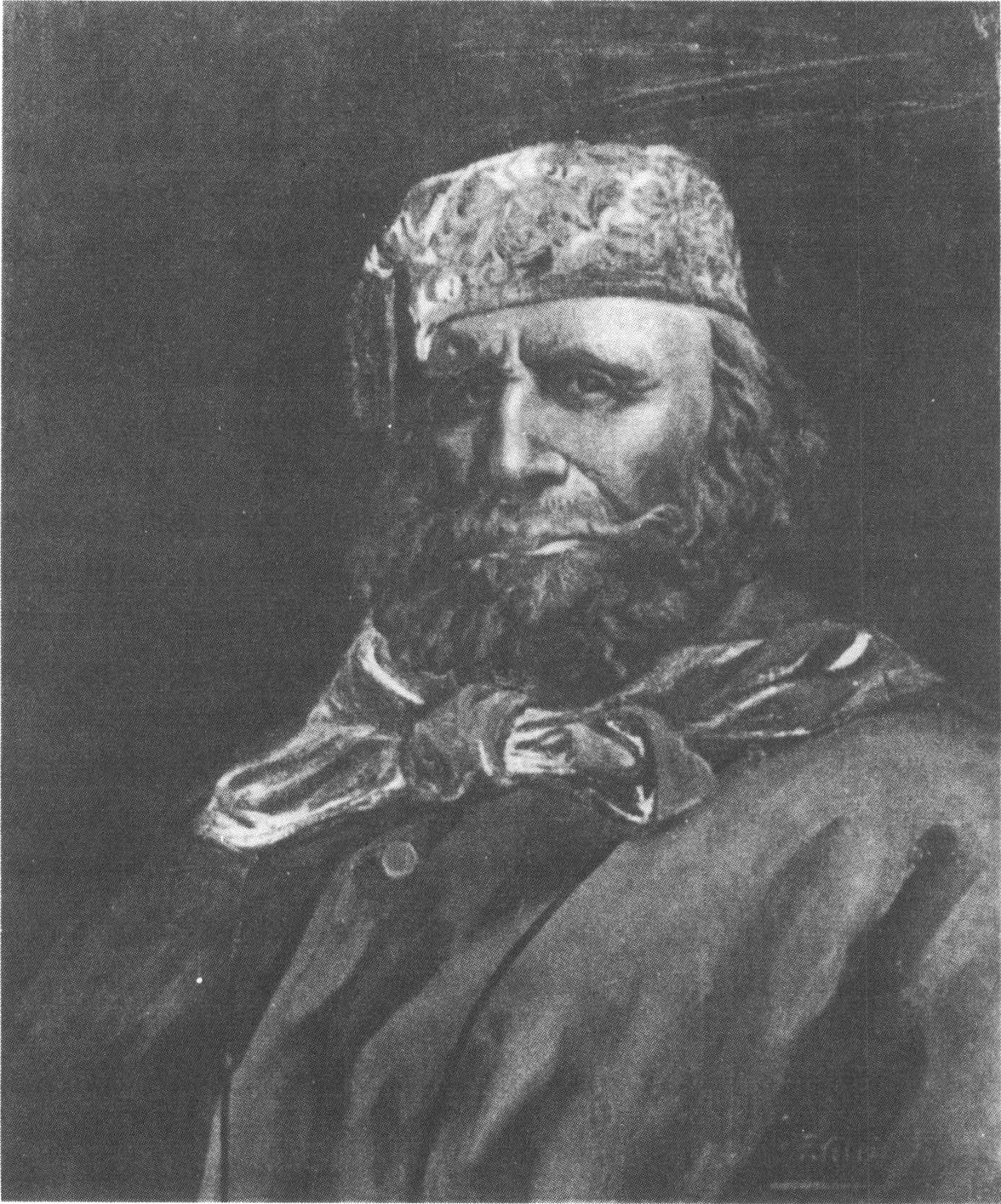
Francisco Félix de Sousa

Francisco Félix de Sousa (* 5. Oktober 1754; † 8. Mai 1849) war ein brasilianischer Sklavenhändler.

## Leben
Francisco Félix de Sousa, oft „Chacha“ genannt, wurde 1754 in Salvador, Bahia, oder möglicherweise in Rio de Janeiro oder Kuba geboren. Er war der Sohn eines portugiesischen Sklavenhändlers und einer indigenen Frau aus dem Amazonas-Gebiet. In seiner Jugend beteiligte sich de Sousa an der Bahianischen Verschwörung von 1798, wonach er nach Westafrika ging und sich mit dem Handel mit Sklaven befasste. Ursprünglich arm, als er in Afrika ankam, etablierte er sich durch seine Heirat mit Jijibu im Sklavenhandel und erweiterte später sein Geschäft auf ein breiteres internationales Netzwerk. Er lebte und wirkte in Ajudá, einem Teil des heutigen Benin, und starb dort 1849.

## Wirken
Als einer der mächtigsten Sklavenhändler seiner Zeit prägte de Sousa die Geschichte Westafrikas und des transatlantischen Sklavenhandels mit. Sein Vermögen und Einfluss stiegen durch seine Zusammenarbeit mit dem König von Dahomey und als bedeutender Sklavenhändler. Unter dem mächtigen alten Baum in Ouidah, der heute als idyllischer Ort erscheint, leitete er einst einen der größten Sklavenmärkte Westafrikas. Dieser Platz wurde früher nach seinem Spitznamen als Place Chacha bezeichnet. Er heiratete viele Frauen und zeugte fast hundert Kinder, was seinen Einfluss durch umfangreiche familiäre und politische Netzwerke weiter festigte. Trotz seines Reichtums und seiner Macht hinterließ sein Tod eine verschuldete und zerstrittene Familie, die seinen Besitz aufteilte. De Sousas Handeln und sein Erbe bleiben bis heute umstritten, besonders im Kontext der Aufarbeitung und Erinnerung an den Sklavenhandel in Benin. Im Benin von heute wird de Sousa von einigen immer noch als Held betrachtet; seine Rolle im Sklavenhandel wird von den lokalen Führern dabei oft heruntergespielt. Er galt als reichster und einflussreichster Mann Westafrikas zu seiner Zeit. Seine Beziehung zu den lokalen Herrschern und seine diplomatischen Fähigkeiten ermöglichten es ihm, fast monopolartige Kontrolle über den Sklavenhandel auszuüben.